# 陆汉斌打字机博物馆
陆汉斌打字机博物馆位于上海市长宁区延安西路719号佳都大厦6楼，是一家以打字机为收藏主题的私立博物馆。

## 历史
2010年3月15日由捷克华人陆汉斌创建于上海，2010年-2014年曾在上海市吴兴路248号开馆；2014年5月迁至现址。